# Loewenschede-Turm

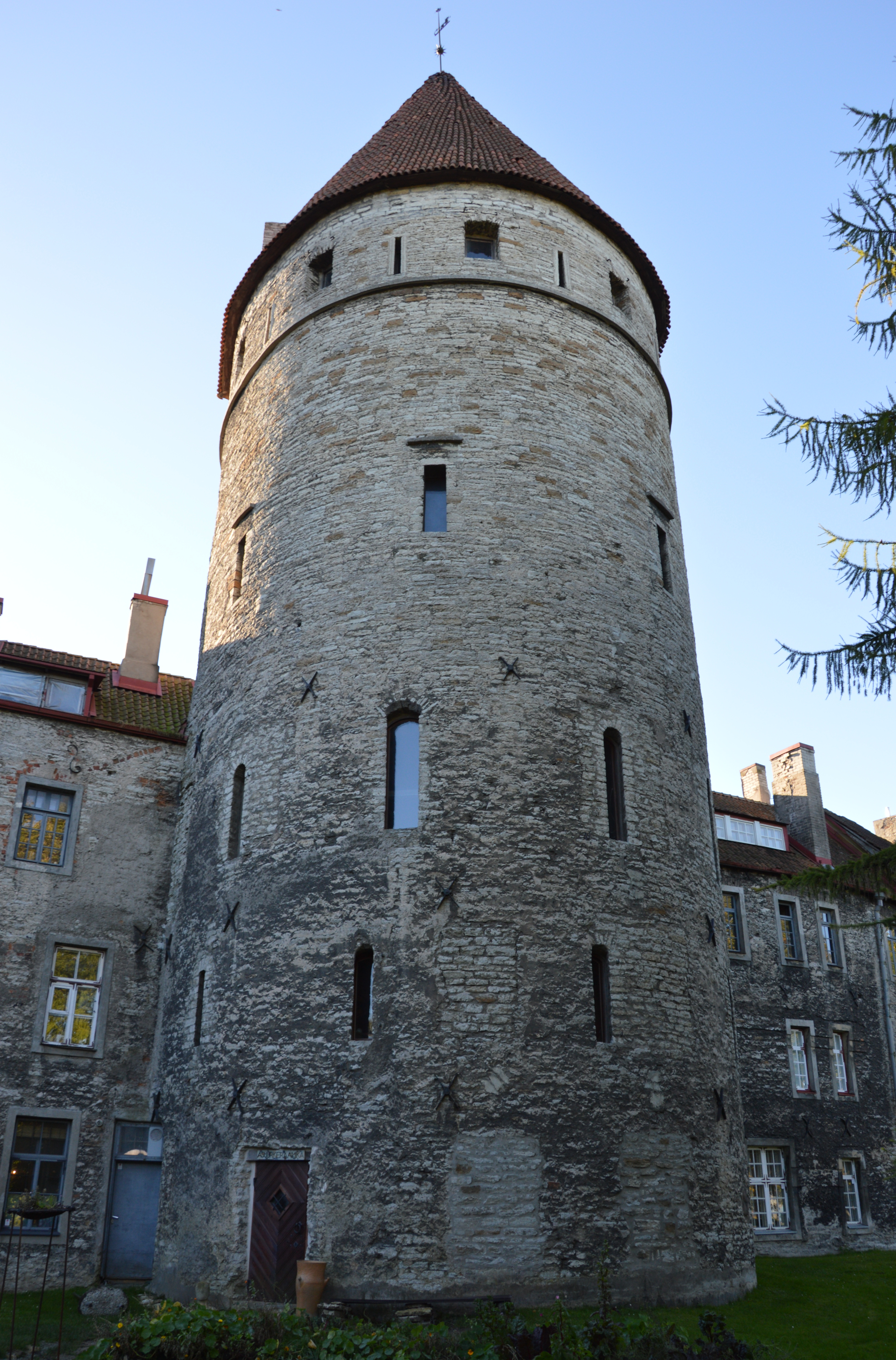
Loewenschede-Turm, 2016

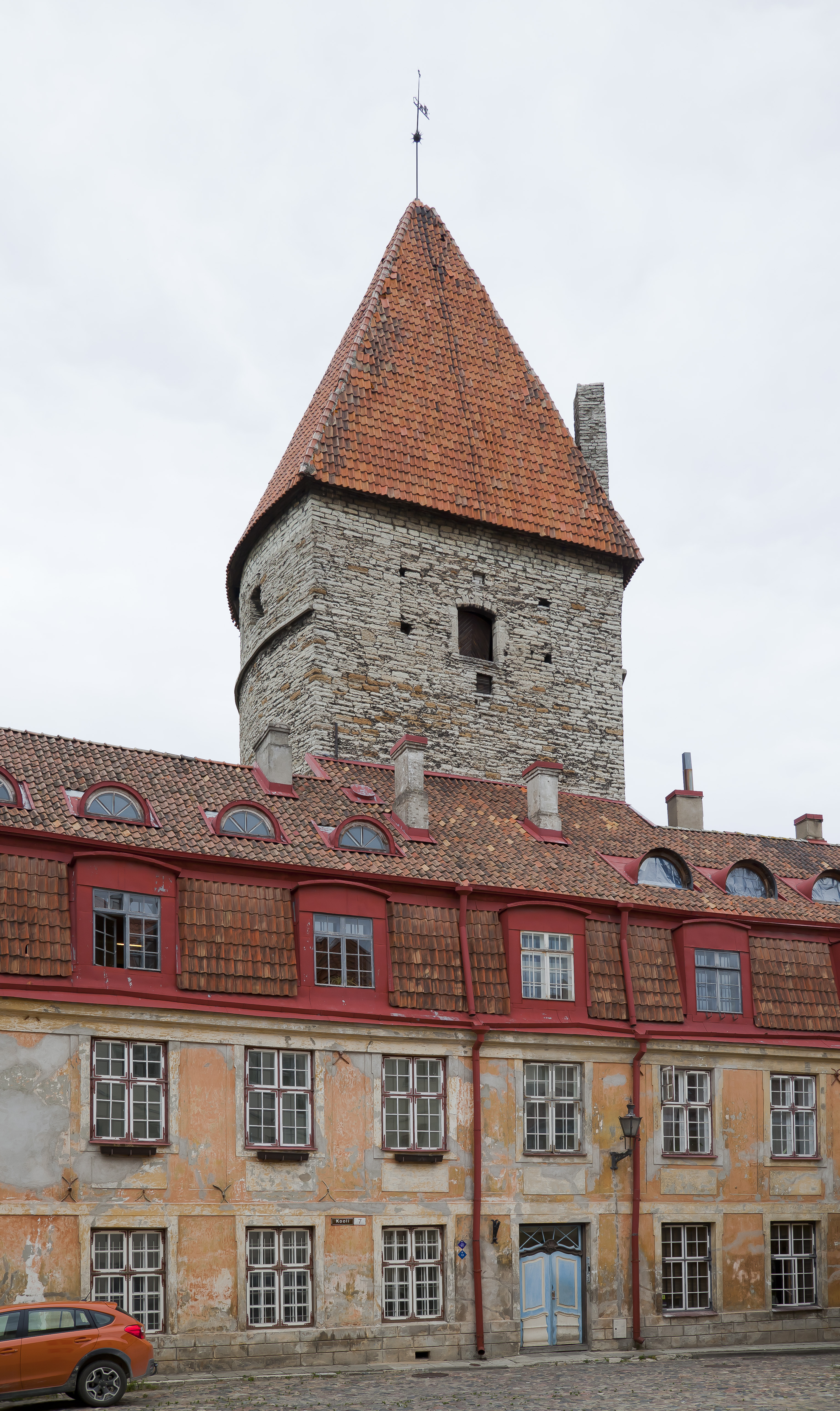
Stadtseite, 2012

Der Loewenschede-Turm (estnisch Loewenschede torn) ist ein Wehrturm der Revaler Stadtbefestigung in der estnischen Hauptstadt Tallinn (Reval).

## Lage
Er befindet sich an der nordwestlichen Seite der Revaler Altstadt, östlich des Platzes der Türme. Die benachbarten Wehrtürme sind der Turm hinter den Süstern im Süden und der Reeperbahnturm im Nordosten.

## Architektur und Geschichte
Ein erster Wehrturm entstand an dieser Stelle im Jahr 1373. Er hatte einen Durchmesser von 10,7 Metern bei einer Wandstärke von 1,55 Metern. Es folgten Umbauten, so dass sich der Turm heute in Hufeisenform mit einer 2,30 Meter starken Turmwand und einer Höhe von 24,2 Metern präsentiert.
Erdgeschoss und erstes Obergeschoss werden heute (Stand 2016) als Werkstatt für Keramik und Verkaufsgalerie von Asuurkeraamika genutzt. In einem der oberen Geschosse ist ein Veranstaltungsraum mit einer Kapazität von 60 Plätzen eingerichtet, der für Veranstaltungen und Konzerte genutzt wird. Der Raum verfügt über eine gewölbte Decke sowie einen Kamin. Vom obersten Stockwerk aus besteht eine Aussichtsmöglichkeit.
Benannt ist der Turm nach dem Ratsherren Winand Loewenschede.
Die Schauspielerin Elsa Wagner (1881–1975) wuchs im Umfeld des Turms, der zu ihrem Elternhaus gehörte, auf.